# Triple Z
 (décembre 2019).
Si vous disposez d'ouvrages ou d'articles de référence ou si vous connaissez des sites web de qualité traitant du thème abordé ici, merci de compléter l'article en donnant les références utiles à sa vérifiabilité et en les liant à la section « Notes et références ».

Triple Z est une série d'animation française en 52 épisodes de 22 minutes, créée par Thibault Chatel, Frank Bertrand et Jacqueline Monsigny, produite par AB Productions et diffusée à partir du 4 septembre 1999 sur TF1.

## Voix
- Jean-Claude Montalban : Zéro
- Benoît Allemane : Zanzibar
- Valérie De Vulpian : Zazy
- Guillaume Lebon : Mr Vertigo
- Evelyne Grandjean : Gloriane Grant, Lorna Lenfer
- Daniel Beretta : Doug Douglas
- Roger Carel : Bob Troy, Ramon Ratapock
- Franck Lascombe : Ploutocos

## Commentaire
- Comme pour la série SOS Croco et contrairement à Kangoo, Kangoo Juniors et Chris Colorado, les humains ont totalement disparu pour laisser place à des animaux anthropomorphes.